# 安迪 (藝人)
林富進（1961年7月9日—2018年12月2日），藝名安迪，臺灣男演員、歌手、主持人。

## 生平

### 早年及演藝事業
林富進出生於雲林縣，擁有崇右企業管理專科學校國際貿易科副學士學位。
1989年，安迪在台視綜藝節目《天天開心》以特約演員身分出道。1990年代的安迪，以諧星形象參演多部連續劇而成名。

### 政治活動及涉法事件
2003年12月24日，安迪在立法院舉辦新歌發表會，與泛綠立法委員高歌〈母親的名叫台灣〉，並慶祝與其妻陳慧娥（阿娥）結婚15週年。2003年12月26日，安迪夫婦發表唱片專輯《尪仔某》，並說絕對不可能參選立法委員。
2004年2月13日，安迪自稱，日前他與阿娥參加友人派對時遭設計拍下「吸毒、縱慾、浪行」的「淫亂光碟」並被勒索新臺幣一千萬元，他透過民主進步黨立法委員蔡煌瑯向刑事警察局局長侯友宜報案，他坦承「畫面裡確實是我」並強調遭人設下「政治陷阱」；但當他被問及為何有這般驚人的脫軌行為，他回答：「當時大家都喝多了，我怎麼會知道？」
2004年3月9日，安迪在美國洛杉磯召開記者會，表態繼續為民主進步黨總統候選人陳水扁助選，否認自己吸毒：「臺灣的總統大選真的少不了我跟我太太這2票。還有我覺得，我要趕快回去報警，釐清案情，把幕後的黑手揪出來。……我絕對沒有吸毒，因為我有沒有吸毒只有我自己知道。我現在告訴各位：我已經被抹得那麼黑了，我現在告訴各位說我沒有吸毒，你們一定不相信嘛；所以我現在就是要回去，馬上接受檢驗。而且我也呼籲那個1天到晚在海外放話的那個叫陳由豪的傢伙，叫他帶著證據回去家裡，不要在外面放屁；請回家，大家說清楚。」2004年中華民國總統選舉前夕，安迪參演非常光碟《非常報導》，在其中說副總統候選人宋楚瑜得了「官癌」（諧音「肝癌」）想當官想瘋了，引發爭議。
2004年5月3日，由於安迪夫婦毛髮鑑識證實兩人毛髮在不同位置都出現搖頭丸的陽性反應，士林地檢署檢察官將安迪夫婦簽分為毒偵案的被告，安迪回應：「只能說是交友不慎，以後事事都要小心！……既然都已司法判定，也不必要再多說什麼，就勇敢面對吧！……絕對要遠離這種東西（毒品），想都不要想靠它解決什麼。」2004年6月8日下午，安迪夫婦前往士林地檢署報到，安迪表示尊重司法判決，以平常心面對，同時對自己交友不慎所造成的負面影響向社會大眾道歉；安迪夫婦隨後一同被移送士林看守所進行勒戒。  
2008年9月5日，安迪說，陳水扁家庭密帳案爆發，他沒參加830百日怒吼大遊行，「我『挺臺灣』的態度絕不會改變。但對於陳水扁，我只能說：民進黨內誰都可以貪污，只有他不行；因為他是整個黨的領袖人物，是總統、也是精神指標，對我們這些一路相挺的人該怎麼辦？信心完全被擊潰了。……陳水扁到底有沒有犯罪，仍須經過司法公正調查，但我真心希望他沒有做過那些事。……馬英九也要多加油。我最近跟朋友聊天，股市跌成這樣，他短時間內已經賠掉兩棟房子了，市值（新臺幣）三千萬元，好大筆錢。還好我沒玩股票。」阿娥則說，在家裡，安迪是深綠，她則選人不選黨，「我不會去影響他的政治傾向，我個人只在乎選上的人會不會做事」，2000年中華民國總統選舉時兩人投了不同票，在陳水扁爆發各種案件時她才會回問安迪，「有1天，我問他：『發生這些事，現在作何感想？』他很認真地回答我一句話：『老婆，對不起！』」；現在她與安迪都希望紛紛擾擾趕快過去，「讓人民過得好，才是最重要的。」

### 晚年
2010年，49歲的安迪考了潛水執照，跑到綠島接團客並待了5、6年。
2018年11月1日，《台灣蘋果日報》記者赴三軍總醫院查證讀者爆料「安迪住院」，見到安迪夫婦正在進行治療。安迪坦承，他罹患食道癌第三期，已經進行第一次化療與電療，正在進行第二階段化療，「過去菸酒使用太多，加上生活不正常，才會罹癌」。同年11月7日，安迪在家昏倒，昏迷將近25天後，於12月2日清晨4:08分因感染引發敗血症和肺積水而病逝，享年57歲。

## 個人生活
1995年，安迪經歷大樓火災，受困5小時，從此怕火，並告訴女兒：「以後爸爸不要火葬。（爸爸）很怕火，不要再來一次。」
- 太太陳慧娥（阿娥）：安迪妻子。
- 長女林吟蔚，1990年2月17日出生，台灣女歌手。
- 長子林志融，1991年9月23日出生，TRASH樂團主唱兼吉他手。

## 演出作品
*以下列表只記錄安迪演出過的影視作品，若有遺漏，請協助補充相關資料。

### 電影
| 年份   | 片名       | 飾演 |
| 1997年 | 英雄向後轉 |      |
| 1999年 | 神探兩個半 |      |

### 廣告代言
| 年份   | 品牌                         | 備註               |
| 1992年 | 台灣三洋「三洋卡拉OK放影機」 |                    |
|        | 環球水泥「環球石膏板」       | 與陳慧娥共同代言） |

### 電視劇
| 年份          | 頻道         | 劇名                                | 飾演           |
| 1988年        | 華视         | 歌仔戲《蝶戀花》                    | 紀仁           |
| 1989年        | 中视         | 黃香蓮歌仔戲《大漢春秋》            | 董偃           |
| 1990年        | 台视         | 《郵差三度來按鈴》                  | 鍾杵宏         |
| 1991年        | 台视         | 《郵差四度來按鈴》                  | 陶太郎         |
| 1992年        | 台视         | 《英雄世家》                        | 蕭坤竹         |
| 1996年        | 台视         | 《憨人行大運》                      | 林水來         |
| 1990年        | 中视         | 《親愛的，我把英雄變美人啦！》      |                |
| 1991年        | 中视         | 《男人活該》                        | 賈大器         |
| 1992年        | 中视         | 《財神爺報到》                      | 希漢           |
| 1996年        | 中视         | 《大巡按蕃薯官》真假蕃薯官          | 鐘生           |
| 1997年-1998年 | 中视         | 《大姐當家》                        | 陳文傑         |
|               | 中视         | 《草地英雄》                        |                |
| 1995年        | 華视         | 《醒世媳婦》                        | 財旺           |
| 1999年        | 三立台灣台   | 《鳥来伯與十三姨》                  | 透抽（李秀男） |
| 2000年        | 三立台灣台   | 《阿扁與阿珍》                      | 徐金旺         |
| 2000年        | 民视         | 《親戚不計較》（EP436登場）         | 黃美龍         |
| 2000年        | 《祝你幸福》 |                                     |                |
| 2001年        | 台视         | 《天下第一狀》                      | 李進勇         |
| 2005年        | 华视         | 《旧情绵绵》                        | 姚锦章         |
| 2006年        | 台视         | 《神机妙算刘伯温第9单元：南巫里国》 | 林玖           |
| 2006年        | 華视         | 《天长地久》                        | 福哥           |
| 2007年        | 緯來         | 《誰搞鬼上身》                      | 強哥           |
| 2008年        | 公视         | 《出外人生》                        | 秦天良         |
| 2008年        | 台视         | 《天上圣母妈祖》                    | 斷情           |
| 2008年        | 台视         | 《怀玉传奇 千金妈祖》               | 苗達           |
| 2011年        | 台视         | 《我的完美男人》                    | 牛屎伯         |
| 2012年        | 台视         | 《女人花》                          | 高銘博         |
| 2012年        | 三立台灣台   | 《戲說台灣-土地公還俗》             | 溫府元帥       |
| 2012年        | 三立台灣台   | 《天下女人心》                      | 邱阿榮         |
| 2012年        | 三立台灣台   | 《阿爸的願望》                      | 方嘉龍         |
| 2013年        | 三立台灣台   | 《世間情》                          | 王國基         |
| 2014年        | 三立台灣台   | 《戲說台灣-求子紅圓慶元宵》         | 黃金旺         |
| 2014年        | 三立台灣台   | 《阿母》                            | 陳國本         |
| 2014年        | 三立台灣台   | 《戲說台灣-肚猴精七十二變》         | 蔡烏秋         |
| 2015年        | 大愛電視     | 《幸福在我家》                      | 邱父           |
| 2016年        | 三立台灣台   | 《戲說台灣-八嫁皇后命》             | 土地公         |
| 2016年        | 三立台灣台   | 《戲說台灣-小琉球攔轎申冤》         | 王添丁         |
| 2017年        | 三立台灣台   | 《甘味人生》                        | 王湧           |
| 2017年        | 三立台灣台   | 《戲說台灣-祖師爺過情關》           | 趙萬喜         |
| 2017年        | 三立台灣台   | 《戲說台灣-反白仁翹腳仔神》         | 五府千歲       |
| 2017年        | 三立台灣台   | 《一家人》                          | 章耀光         |
| 2018年        | 三立台灣台   | 《戲說台灣-十九公審奇冤》           | 李甲           |
| 2018年        | 三立台灣台   | 《戲說台灣-葬生基》                 | 太平仙         |

## 主持作品
| 年份 | 頻道               | 節目                       | 備註                               |
|      | 台視               | 天天開心                   | 與卓勝利、長、司馬玉嬌搭檔短劇演出 |
|      | 三立台灣台         | 《台灣大廟口》             | 與澎恰恰、王彩樺、黃西田搭檔主持   |
|      | 巨登育樂錄影秀     | 《巨登大歌廳》             | 與豬哥亮、康弘、朱慧珍搭檔主持     |
|      | 飛梭綜藝台         | 《巨登之星名車唱將排行榜》 | 與崔麗心搭檔主持                   |
|      | 傳訊電視大地電視台 | 《台灣傳奇》               | 與王彩樺搭檔主持                   |
|      | 台視               | 《寶島紅不讓》             | 與王彩樺搭檔主持                   |
|      | 台視               | 《都會風情》               | 與林以真 周麟 搭檔主持             |
|      | 凱亞電視台         | 《命理e點通》              |                                    |

## 唱片
| 發行日期   | 專輯名稱                     | 唱片公司 | 備註                         | 歌曲 |
| 2001年1月  | 《口白歪歌系列Ⅲ 救國神經病》 | 大信唱片 | 鄭進一、安迪、唐從聖唱片合輯 | 1. 救國神經病 ( 合唱 ) 2. 0204 ( 合唱 ) 3. 無某調 4. 妻變 ( 安迪 ) 5. 塞車 ( vs唐從聖 ) 6. 肥死 ( vs安迪 ) 7. 廢話 ( vs唐從聖 ) 8. 著三驚 9. 乞食歌 ( vs安迪 ) 10. 股票袂擱落 |
| 2003年12月 | 《尪仔某》                   | 悠揚唱片 | 安迪、陳慧娥唱片專輯         | 1. 勇敢的台灣人 2. 尪仔某 3. 笑笑 4. 媽媽請你不通痛 5. 感情路 6. 不知 7. 目睭 8. 孤鳥 9. 勇敢的台灣人(KALA) 10. 尪仔某(KALA)                                                  |

## 外部連結
- 安迪&阿娥藝家人的Facebook專頁
- 安迪的Facebook專頁
- 安迪夫人上笨湖仙《台灣心聲》談不為人知的阿扁 （页面存档备份，存于）